# リカルド・ガッローネ
リッカルド・ガッローネ（Riccardo Garrone、1936年1月23日 - 2013年1月21日）はイタリアの実業家。サッカー・セリエAのUCサンプドリアの会長(2002年 - 2013年)。

## 経歴
ガッローネ一族はイタリアの石油精製企業ERGグループの中核を成す、有数の大富豪。リッカルドは企業経営により莫大な富を得た。2003年には長年にわたり務めてきたERG社長を辞任し、息子に経営をゆだねた。

## サンプドリア会長
父親より、サッカーに私財を投げ打つことはしないよう諭されていたにもかかわらず、2002年2月、地元で経営難に苦しむサンプドリアを買収し、自ら会長に就任した。ガッローネ一族はサンプドリア黄金期のマントバーニ会長時代からスポンサーを務めていた。
当時のサンプドリアはセリエBで低迷し、セリエC1降格すら危ぶまれたが、ガッローネの援助もあり降格を免れた。2002-03シーズン、ゼネラルマネージャーにアタランタからジュゼッペ・マロッタ、監督にワルテル・ノヴェッリーノを招聘、本格的な再建に乗り出す。クラブへの補強資金を援助したガッローネの努力が実り、5シーズンぶりのセリエA昇格を決めた。
ガッローネはこれ以降、必要以上に大規模な資金援助は行なわず、マロッタと監督にチーム作りをゆだねている。マロッタとスカウトのサルヴァトーレ・アズミニ、ノヴェッリーノらの手腕のかいもあり、サンプドリアは安定した成績を残し、堅実な経営を進めている。
イタリアのサッカークラブオーナーの大半が現場への介入を好み、良い結果を出せない監督を短期間で解任することの多い中で、ガッローネの姿勢は比較的穏健・現実的なものと言える。

## 死去
2013年1月21日、死去。76歳没。